# Анка Берус
Анка Берус (рођ. Знидарчић; Сплит, 16. децембар 1903 — Загреб, 2. јун 1991) била је професорка, учесница Народноослободилачке борбе, друштвено-политичка радница СФР Југославије и СР Хрватске, јунак социјалистичког рада и народни херој Југославије.

## Биографија
Рођена је 16. децембра 1903. године у Сплиту. Основну школу и гимназију завршила је у родном граду, а од 1922. до 1926. године студирала је на Филозофском факултету у Љубљани. Материјалне потешкоће и сиромаштво Анкине обитељи утицали су на то да се врло рано прикључи радничком покрету. Још на студијама припадала је напредном студентском покрету.
Револуционарно деловање наставља и касније, од 1926. до 1936. године, као професорка гимназије у Сплиту. Због развијања идеја хуманизма, револуционарних и социјалистичких идеја код својих ученика, већ на првим корацима свог педагошког позива долазила је у сукоб са школском управом. Поред тога, Анка је растурала марксистичку литературу, а у јануару 1929. године повезала се са Покрајинским комитетом КПЈ за Далмацију и активно радила у његовој техници. Чланица Комунистичке партије Југославије постала је 1934. године.
После једне провале 1936. године, била је ухапшена и осуђена од Суда за заштиту државе у Београду на казну робије од две године. Казну је издржавала од 1936. до 1938. године у Пожаревцу. Повратком у Сплит, наставила је са револуционарним радом и већ 1939. године поново је ухапшена и упућена у Лепоглаву. Убрзо је пуштена на слободу, али је из Сплита протерана у Цеље. Ту се повезала са партијском организацијом и наставила са радом у Месном и Среском комитету Комунистичке партије Словеније за Цеље. У Цељу се није дуго задржала, већ је илегално прешла у Загреб и запослила се. Одмах се укључила у рад Синдиката радника и службеника прехрамбене индустрије.
У време припрема за устанак 1941, као члан Покрајинског комитета „Народне помоћи“ у Загребу, ради на окупљању свих поштених родољуба за борбу против окупатора и домаћих слугу. У тим данима била је један од организатора многобројних кација и диверзија уперених против усташа и Немаца. У марту 1942. године Анка се пребацила на партизанску слободну територију и одржавала везу између илегалних партијских радника у Загребу и партијских организација у НОВ Хрватске. Као чланица Бироа Централног комитета Комунистичке партије Хрватске и инструктор за Хрватско приморје, од марта до августа 1942. године, активно ради на ширењу Народноослободилачког покрета у Приморју, Горском котару и Истри.
Јуна 1943. године, на Првом заседању Земаљског антифашистичког већа народног ослобођења Хрватске изабрана је за већника ЗАВНОХ-а, а од новембра 1943, већник је Антифашистичког већа народног ослобођења Југославије. Од септембра 1943. до октобра 1944. године руководилац је и члан Повереништва ЦК КПХ за северну Хрватску. По ослобођењу Далмације, крајем 1944. године, постаје члан Обласног комитета КПХ за Далмацију и Обласног Народноослободилачког одбора за Далмацију.
После ослобођења обављала је низ партијских и државних функција:
- министар у влади НР Хрватске од 1945. до 1949. године
- председник Комисије државне контроле НР Хрватске од 1949. до 1950. године
- министар финансија НР Хрватске од 1950. до 1953. године
- заступник у Сабору СР Хрватске и члан Извршног већа СР Хрватске
- члан Политбироа ЦК КПХ, Извршног комитета ЦК СКХ и Централног комитета СКЈ
- посланик Савезне скупштине од 1945. до 1963. године
- члан Савезног извршног већа од 1953. до 1956. године
- председник Републичког одбора Социјалистичког савеза радног народа Хрватске
- члан Савета федерације

Умрла је 2. јуна 1991. у Загребу, где је сахрањена на гробљу Мирогој.
Одлуком Скупштине града Загреба 1980. додељена јој је титула почасног грађанина града Загреба.
Носилац је Партизанске споменице 1941. и других југословенких одликовања, међу којима су — Орден јунака социјалистичког рада, Орден Републике са златним венцем, Орден народног ослобођења и др. Орденом народног хероја одликована је 24. јула 1953. године.